# Lluís Dalmau
Lluís Dalmau   (València, c. 1428 - Barcelona, c. 1461) va ser un pintor gòtic, és una de les figures cabdals del gòtic català que va treballar al servei de la Corona d'Aragó durant el regnat d'Alfons el Magnànim. És conegut per la seva obra la Mare de Déu dels Consellers, encarregada pel Consell de Cent el 1443 i actualment al Museu Nacional d'Art de Catalunya.

## Biografia
Les primeres notícies de l'activitat artística de Lluís Dalmau daten del 1428 i recullen el seu origen valencià i que en aquells dies ja era de la «casa del senyor rei», Alfons el Magnànim, qui el va enviar al Regne de Castella el 1428.
Dalmau rebia del monarca un salari fix d'uns 4 sous diaris, xifra similar a les retribucions dels mestres més reconeguts de l'època.
S'ha especulat amb una coincidència a Castella de Dalmau amb Jan van Eyck, quan aquest artista va viatjar a Lisboa entre octubre del 1428 i desembre del 1429 per pactar el matrimoni del duc Felip III de Borgonya amb la princesa Isabel de Portugal i de Lancaster, filla del rei Joan I de Portugal, de la qual el pintor flamenc va fer un retrat. En aquest període, Dalmau estava a Castella, possiblement amb la comitiva que acompanyava Elisabet d'Urgell i d'Aragó, neboda d'Alfons el Magnànim, fins a Lisboa, on havia de casar-se amb l'infant Pere de Portugal.
Pocs anys més tard, el 1431, Lluís Dalmau va cobrar 100 florins d'or per les despeses que el pintor tindria en viatjar a Flandes acompanyat pel mestre de tapissos reial, que li facilitaria contactes amb els artistes flamencs.
L'estada de Dalmau a Flandes, s'estima que va poder arribar a ser propera als cinc anys, ja que es torna a tenir notícia de l'artista el juliol del 1436, data en què va cobrar uns jornals i el material de la decoració d'una tenda realitzada a València per ordre del rei. També es pensa que pot haver existit un nou viatge a Flandes entre 1438 i 1443, any de la signatura del contracte del retaule de la Mare de Déu dels Consellers, un període en què no hi ha notícies del pintor.
Després de realitzar aquesta obra, va continuar residint a Barcelona i el 15 de setembre del 1448 va ser contractat per fer el retaule de sant Baldiri de Sant Boi de Llobregat. El 1452, va ser contractat per fer un retaule de sant Agustí per al gremi dels blanquers de Barcelona, per a l'església de Sant Agustí, si bé no el va realitzar i va ser encarregat a Jaume Huguet el 1463.

## Obres
La major part de les seves obres ha desaparegut. Només se'n conserven dues, de les quals hi hagi constància documental de la seva autoria: la Mare de Déu dels Consellers i el retaule de Sant Baldiri. Se li atribueix la decoració de la volta del sepulcre de Sança Ximenis de Cabrera a la capella de Santa Clara i Santa Caterina de la catedral de Barcelona.
| Imatge | Dades                                            | Dades |
| --- | ------------------------------------------------ | ----- |
| | Retaule de la Mare de Déu dels Consellers        |       |
| 1443-1445 | oli sobre taula 311 × 311,5 cm                   |       |
| Museu Nacional d'Art de Catalunya, Barcelona |                                                  |       |
| Mostra els cincs consellers del govern municipal de Barcelona envoltant la Mare de Déu entronitzada amb el nen Jesús i presentats per santa Eulàlia i sant Andreu apòstol. Representa un devot homenatge icònic dels consellers a la Mare de Déu, com si es tractés d'una sacra conversazione. És considerada com una de les peces en pintura gòtica flamenca més importants realitzades a Catalunya. Va ser un encàrrec del Consell de Cent per a la capella de la casa de la ciutat de Barcelona |                                                  |       |
| | Arcosoli de la tomba de Sança Ximenis de Cabrera |       |
| | pintura a l'oli                                  |       |
| capella de Sant Cosme i Damià de la Catedral de Barcelona |                                                  |       |
| L'ànima de la difunta es portada cap a Déu Pare (elevatio animae), entre la Mare de Déu i sant Miquel. |                                                  |       |

| Imatge | Dades | Dades | Imatge | Dades                       | Dades                       |
| --- | --- | --- | --- | --------------------------- | --------------------------- |
| | Retaule de Sant Baldiri | Retaule de Sant Baldiri | | Decapitació de Sant Baldiri | Decapitació de Sant Baldiri |
| 1448 | oli sobre taula | 1448 | oli sobre taula |                             |                             |
| església parroquial de Sant Boi de Llobregat | església parroquial de Sant Boi de Llobregat | Museu Nacional d'Art de Catalunya | Museu Nacional d'Art de Catalunya |                             |                             |
| Només se'n conserven algunes taules d'aquest retaule: la part central, la més significativa, que es conserva al seu emplaçament original; la de la Decapitació de Sant Baldiri, que es conserva al MNAC, i la del Judici de Sant Baldiri davant el rei, avui a la col·lecció de Hans Rudolf Gerstenmaier. | Només se'n conserven algunes taules d'aquest retaule: la part central, la més significativa, que es conserva al seu emplaçament original; la de la Decapitació de Sant Baldiri, que es conserva al MNAC, i la del Judici de Sant Baldiri davant el rei, avui a la col·lecció de Hans Rudolf Gerstenmaier. | La taula estava a la col·lecció Barraquer de Sant Feliu de Guíxols i va ser adquirida pel MNAC el 31 de maig de 2017, gràcies al suport econòmic de la Fundació Palarq. | La taula estava a la col·lecció Barraquer de Sant Feliu de Guíxols i va ser adquirida pel MNAC el 31 de maig de 2017, gràcies al suport econòmic de la Fundació Palarq. |                             |                             |

Entre les obres desaparegudes, hi ha constància documental de treballs per al rei i d'altres de tipus religiós com ara:
- Pintar i daurar una biga de la tenda del rei, el juliol del 1436, a València.
- Una anunciació en un frontal de tela per a l'altar de la capella del castell de Xàtiva, encarregada l'11 de setembre del 1436. La capella estava dedicada a santa Maria i havia estat construïda entre 1431 i 1434 per ordre de la reina Maria.
- El 4 de gener del 1437, va pintar una cadira per al rei de Navarra (el futur Joan II d'Aragó).
- El 5 de febrer del 1438, va pintar la imatge de sant Miquel a la clau de volta de fusta de la tenda del rei.
- El 1449, li varen contractar el retaule de la capella de Sant Antoni de l'església de Santa Maria del Mar.[9]
- El 20 de març del 1454, va decorar la capella de Sant Elm de l'església de Santa Clara a Barcelona.[5]
- El 23 de març del 1457, va fer el retaule de santa Cecília per a l'església de Mataró.[5]